# Ocotea acutifolia

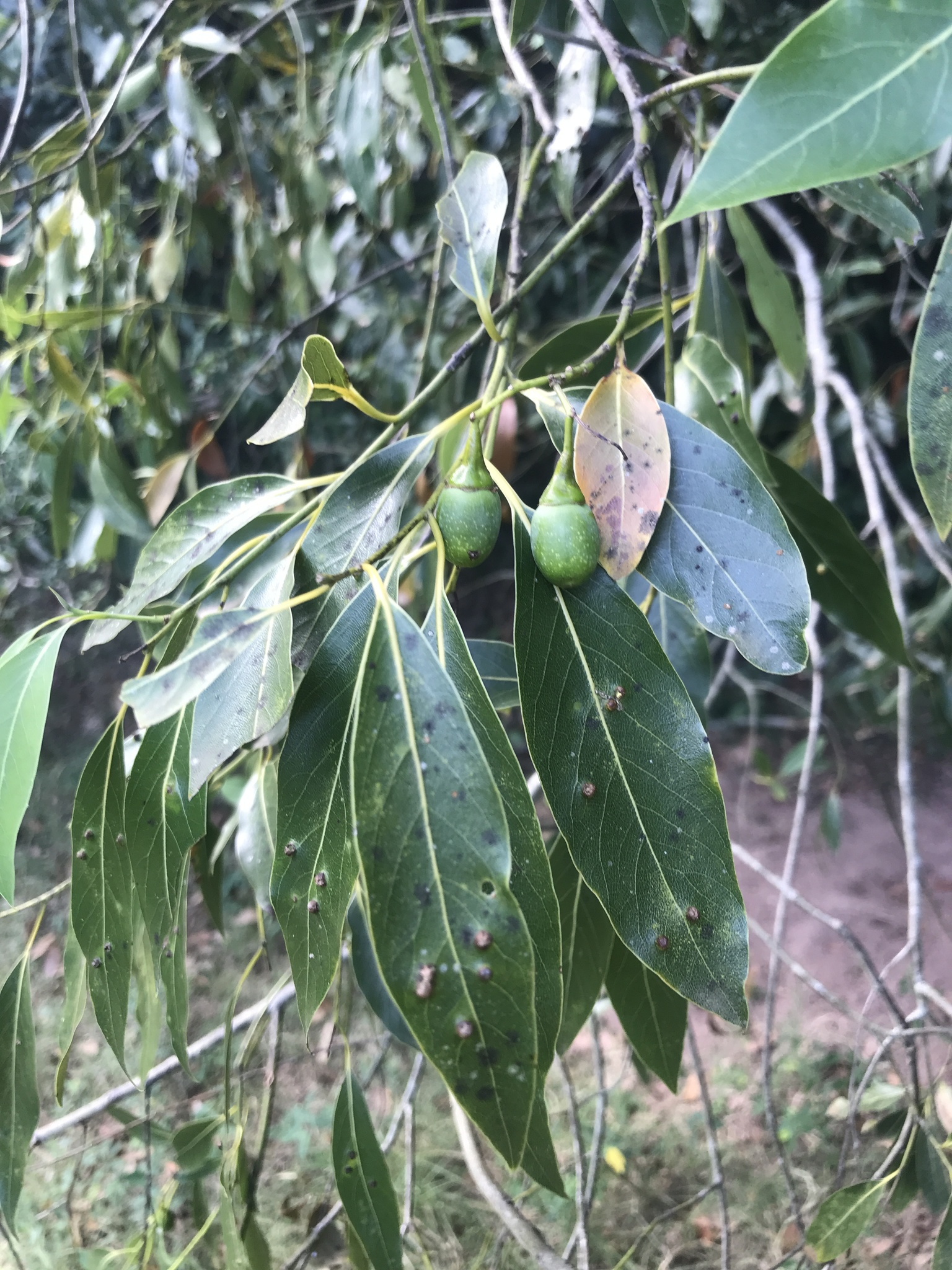
Ocotea acutifolia con frutos inmaduros

Ocotea acutifolia (Nees) Mez , Laurel negro, Laurel blanco, Canela (Uruguay), Laurel criollo (Arentina), Laurel es un árbol que puede llegar a los 25 m de altura y 1m de diámetreo,dioico, perennifolio, perteneciente a la  familia Lauraceae.Originario de  Brasil, Argentina, Uruguay y Bolivia

## Descripción
Es un árbol dioico , de 15 m de altura, tronco negruzco, recto, corteza persistente, inerme. Troncos rectos o ramificados desde la base. Corteza rugosa, porosa, pardo amarronada con surcos poco profundos, es frecuente que se desperendan escamas.Follaje persistente, verdoso oscuro brillante. Hojas alternas, con pecíolos de 8-25 mm de largo,Hojas simples, lanceoladas, de 6-11 cm de largo, glabras, haz brillante. Flores blanquecinas, diminutas, en panojas axilares o subterminales. Florece en primavera y en verano. Fruto drupaceo negruzco.

## Ecología
En montes ribereños y de quebrada. Está disperso en el noreste argentino, sur de Brasil y todo el territorio uruguayo. Se difunde por la selva en galería llegando hasta las márgenes del Río de la Plata.